# Sahaba
En l'islam, els sahaba (àrab: الصحابة, aṣ-ṣaḥāba), literalment ‘els companys’, és com es coneixen els primers musulmans i musulmanes que van conèixer personalment el profeta Muhàmmad. El mot és en plural; el singular és sahabí, en masculí, i sahabiyya, en femení (صحابي, ṣaḥābī, i صحابية, ṣaḥābiyya, respectivament).

## Concepte de «company»
La majoria de sunnites creuen que tot musulmà que, en l'estat de fe, va veure el profeta Muhàmmad és un sahabí. Les llistes de companys destacats normalment contenen entre cinquanta i seixanta noms, tots ells persones molt properes a Muhàmmad. Tanmateix, és evident que hi va haver molts altres musulmans que van tenir algun contacte amb Muhàmmad i els seus noms i biografies també es van enregistrar en textos religiosos de referència com ara el primerenc Kitab at-tabaqat al-kabir de Muhàmmad ibn Sad.
Muhàmmad ibn Àhmad Efendi (mort en 1622), també conegut com a Nişancızâde, autor del llibre titulat Mir’ât-i-kâinât (en turc), afirma:

Una volta un musulmà o una musulmana ha vist Hadrat Muhàmmad tan sols per un petit instant, no importa sigui aleshores nen o adult, és anomenat sahabí o sahabiyya sempre que mori com a creient; la mateixa norma s'aplica als musulmans cecs que han parlat amb el Profeta com a mínim una vegada. Si un no creient veu el Profeta i, després de la mort de Muhàmmad, s'uneix als Creients, no és un sahabí; ni una persona es pot dir sahabí si es converteix a l'islam després encara que hagués vist el profeta Muhàmmad com a musulmà. Una persona que es converteix a l'islam després de ser un sahabí i llavors es converteix en creient una altra vegada després de la defunció del profeta Muhàmmad, és un sahabí.

## Els companys i la sunna
Més endavant en la història de l'islam, va esdevenir important identificar els companys perquè els estudiosos posteriors acceptaven el seu testimoni (el hadit o tradició) com a referència vàlida per a autenticar les paraules i els fets del profeta Muhàmmad, és a dir per a establir la sunna, així com per situar els moments de la revelació alcorànica. El testimoni d'un company, si anava avalat per una cadena de transmissió (isnad) fiable, esdevindrà bàsic en el desenvolupament de la sunna o tradició islàmica.
Com que els hadits no es van posar per escrit fins molts anys després de la mort de Muhàmmad, els isnads o cadenes de transmissió, que permetien reconstruir les persones que havien transmès oralment el hadit, esdevindran fonamentals per tal de donar validesa a l'episodi transmès. En aquest sentit, que el primer enllaç de la cadena sigui un sahabí o una sahabiyya, que hagués tingut contacte directe amb Muhàmmad, esdevé fonamental. Que el següent enllaç fos un tabi o "company del company", esdevé un segon criteri de validesa, així com que el tercer transmissor fos un tabi at-tabiín o "company del company del company", un musulmà de la tercera generació.

## Nombre de companys segons la tradició islàmica
Alguns musulmans afirmen que hi va haver més de dos-cents mil companys. La tradició islàmica creu que el darrer sermó del darrer pelegrinatge a la Meca de Muhàmmad va ser escoltat per cent vint-i-quatre mil creients.
El llibre Istiab fî-màrifat al-ashab de Hàfidh Yússuf ibn Muhàmmad ibn al-Qurtubí (mort en 1071) conté dues mil set-centes setanta biografies de sahaba masculins i tres-centes vuitanta-una biografies de sahaba femenins. Segons un comentari del llibre Mawâhib-i-ladunniyya, abans de morir el profeta Muhàmmad ja s'hauria convertit a l'islam un nombre fabulós de persones. En aquest sentit, hi hauria hagut ja deu mil sahaba abans de la conquesta de la Meca i setanta mil arran de la batalla de Tabuk en 630.

## Interpretació islàmica de la figura del company
Després de la mort de Muhàmmad, ben aviat la comunitat musulmana (l'umma) va ser sacsejada per conflictes vinculats al lideratge de la comunitat. Els principals companys van prendre partit en aquests conflictes o hi van ser forçats a prendre'l i els estudiosos posteriors han tingut en compte les seves fidelitats a l'hora de valorar el seu testimoni. Les dues principals branques de l'islam, la xiïta i la sunnita, valoren de forma molt diferent el valor del testimoni dels companys.

### Punt de vista sunnita
Segons els estudiosos sunnites, els primers musulmans poden ser considerats companys si van mantenir algun contacte amb Muhàmmad i no van ser ni mentiders ni es van oposar al Profeta i als seus ensenyaments. Si el van veure, el van sentir o van estar en la seva presència ni que fos breument, són companys. Els cecs es consideren companys encara que no el veiessin. Fins i tot els musulmans illetrats es consideren companys. Ara bé, tot aquell que després morís havent rebutjat l'islam i convertit en apòstata, no pot ser considerat un company. Quan s'esmenta el nom d'un company, els sunnites acostumen a afegir la frase «Déu es complagui d'ell» (en àrab, رضي الله عنه, "ràdiya-L·lahu an-hu").
Hi ha un hadit que deixa clara la consideració que cal tenir envers els companys:

«Conta Abd-Al·lah ibn Massud que Muhàmmad, amb ell sigui la Pau, deia: “Les persones millors són les de la meva generació, després ho són els que vindran després d'ells, després els que vindran després d'aquests darrers.”»

Els estudiosos musulmans sunnites classifiquen els transmissors en moltes categories, basades en diversos criteris. El hadit anterior ja n'estableix tres: els sahaba (la primera generació), els tabiín (la segona generació) i els tabiín at-tabiín (la tercera generació). Jalal-ad-Din as-Suyutí reconeixia onze nivells de companyonia. Així i tot, es creu per defecte que tots els companys són justos (udul), llevat que es demostri el contrari, és a dir que un company mai mentiria o s'inventaria un hadit, llevat que es demostri que era mentider, de poca confiança o que era contrari a l'islam.

### Punt de vista xiïta
Els musulmans xiïtes no accepten tots els companys com a justos. El xiisme creu que, després de la mort de Muhàmmad, la majoria dels sahaba es va desviar de l'islam veritable, tot allunyant-se de la família del Profeta i escollint un califa segons el seu criteri. Solament alguns dels primers musulmans haurien mantingut el seu suport a Alí ibn Abi-Tàlib, a qui el xiisme considera l'únic legítim successor de Muhàmmad. És per això que els estudiosos xiïtes rebutgen els hadits que creuen que s'han transmès a través de companys injustos, mentre que donen més fiabilitat a aquells hadits que consideren que s'han transmès a partir dels membres de la família de Muhàmmad o dels companys que van donar suport a Alí.